# NGC 6067
NGC 6067は、じょうぎ座の散開星団である。じょうぎ座κ星の北に位置し、角直径は12′である。双眼鏡や小さな望遠鏡で観測でき、12インチの口径のものでは、約250個の恒星が見分けられる。